# Sittirak Kerdkhumthong
Sittirak Kerdkhumthong (thailändisch สิทธิรักษ์ เกิดขุมทอง; * 6. Januar 2000), auch als Pui bekannt, ist ein thailändischer Fußballspieler.

## Karriere
Sittirak Kerdkhumthong stand bis Sommer 2023 beim Drittligisten Marines FC unter Vertrag. Der Verein aus der Provinz Chonburi spielte in der Eastern Region der Liga. Für die Marines bestritt er in der Saison 2022/23 19 Drittligaspiele. Anfang August 2023 unterschrieb er einen Vertrag beim Bangkoker Zweitligisten Kasetsart FC. Sein Zweitligadebüt gab Kerdkhumthong am 12. August 2023 (1. Spieltag) im Auswärtsspiel gegen den Chiangmai FC. Nach 22 Ligaspielen wurde sein Vertrag im Sommer 2024 nicht verlängert. Am 1. Juli 2024 nahm ihn der Drittligist Royal Thai Air Force FC unter Vertrag. Mit dem Verein spielt er in der Central Region der Liga.